# Torre del Lauro
Torre del Lauro es una localidad en la provincia de Messina , Sicilia, Italia, que forma parte del territorio de Caronia .
Según estimaciones de 2011 . En el asentamiento vivían 7 habitantes.  El pueblo está situado a una altitud de 71 m.
Torre del Lauro es también un balneario, de hecho hay una playa para nadar.

## Ciudades asociadas
- Caronia
- Acquedolci